# Kuo Wen-ťün
Kuo Wen-ťün, čínsky pchin-jinem Guō Wénjùn, znaky 郭文珺 (* 22. června 1984 Si-an, Čína) je čínská sportovní střelkyně. Na Letních olympijských hrách 2008 a 2012 získala zlaté medaile ve střelbě na 10 metrů ze vzduchové pistole.